# 郡山市開成館
郡山市開成館（こおりやましかいせいかん）は、福島県郡山市にある野外博物館である。明治時代初期に建てられた建物4棟が公開されており、安積開拓と安積疏水についての資料を展示している。

## 施設
開成館
1874年（明治7年）に区会所（郡役所の前身）として建設された擬洋風建築。安積開拓の核である福島県開拓掛の事務所が置かれていた。1876年（明治9年）、1881年（明治14年）の明治天皇東北行幸の際には、行在所や昼食会場として使用されている。福島県指定重要文化財および経済産業省認定近代化産業遺産。現在は安積開拓や安積疏水の開さくに関する資料の展示に利用されている。
安積開拓官舎-旧立岩一郎邸-
開成館と同時期に建てられた福島県開拓掛職員用官舎3棟の内の1棟。1879年（明治12年）に郡山に赴任し、開拓出張所長となった立岩一郎が使用し、のちに払い下げを受けたもの。明治天皇行幸の際に随行した岩倉具視や、安積疏水の通水式に訪れた明治政府高官の伊藤博文、松方正義が宿泊したと伝えられている。郡山市指定重要文化財。
安積開拓入植者住宅-旧小山家-
1882年（明治15年）に松山から牛庭原（現在の安積町牛庭地区）に移住した愛媛松山開墾15戸の中の1戸で、当時の開拓者の代表的な住宅の形を今に残す。当初は室崎久遠が明治政府から建築費の補助を受けて建てたが、のちに小山宇太治の住居となった。郡山市指定重要文化財。
安積開拓入植者住宅-旧坪内家-
1881年（明治14年）に鳥取から広谷原（現在の喜久田町周辺）に移住した鳥取開墾社の副頭取・坪内元興の住宅。明治政府が入植者の住宅に対し、補助金を交付して建築させた5つのランクの規格住宅の中で最上級（一号家）の建物である。明治政府の黒田清隆、三島通庸などの高官が安積開拓の視察をした際に休憩に利用している。

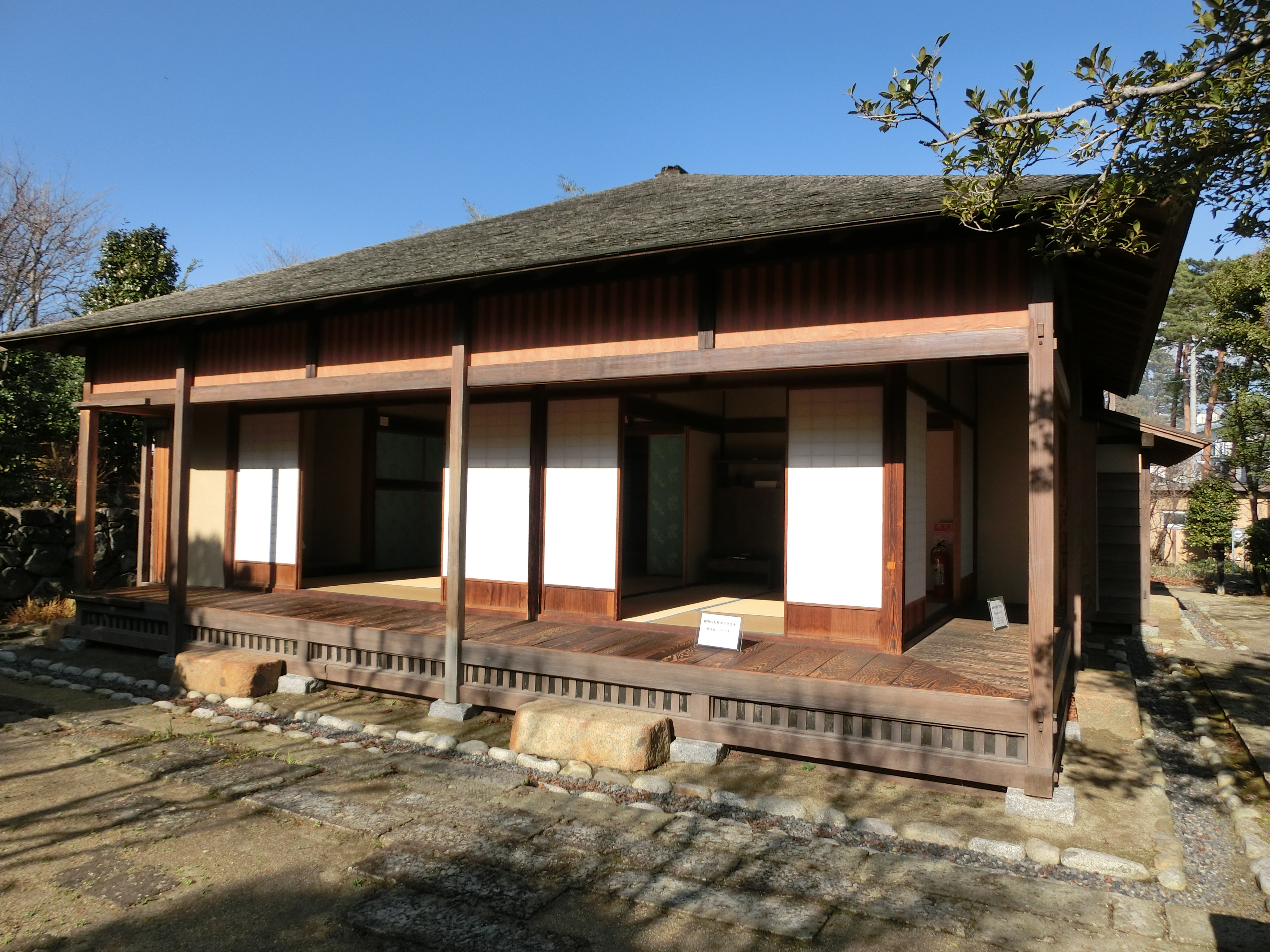
安積開拓官舎-旧立岩一郎邸-
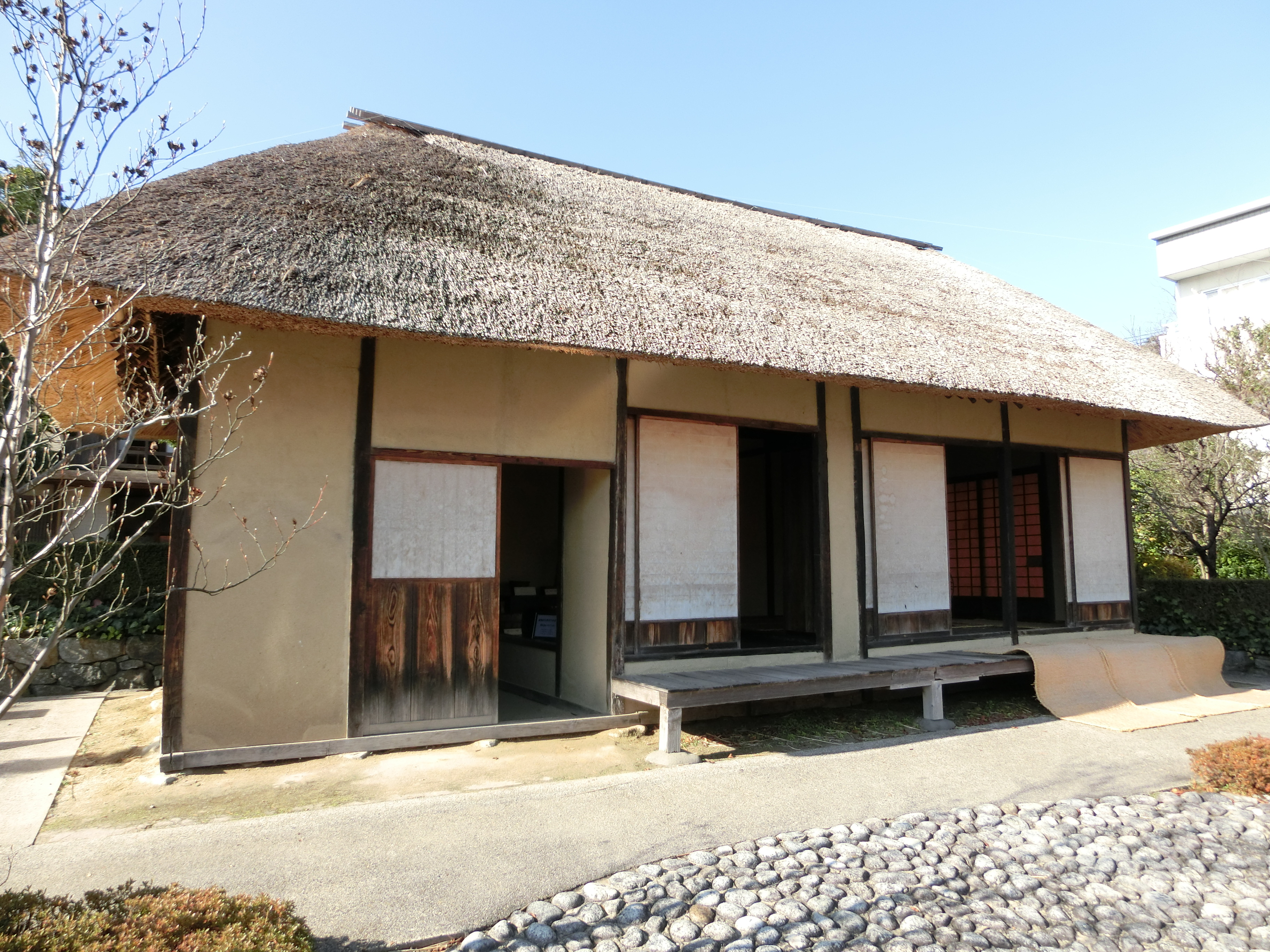
安積開拓入植者住宅-旧小山家-
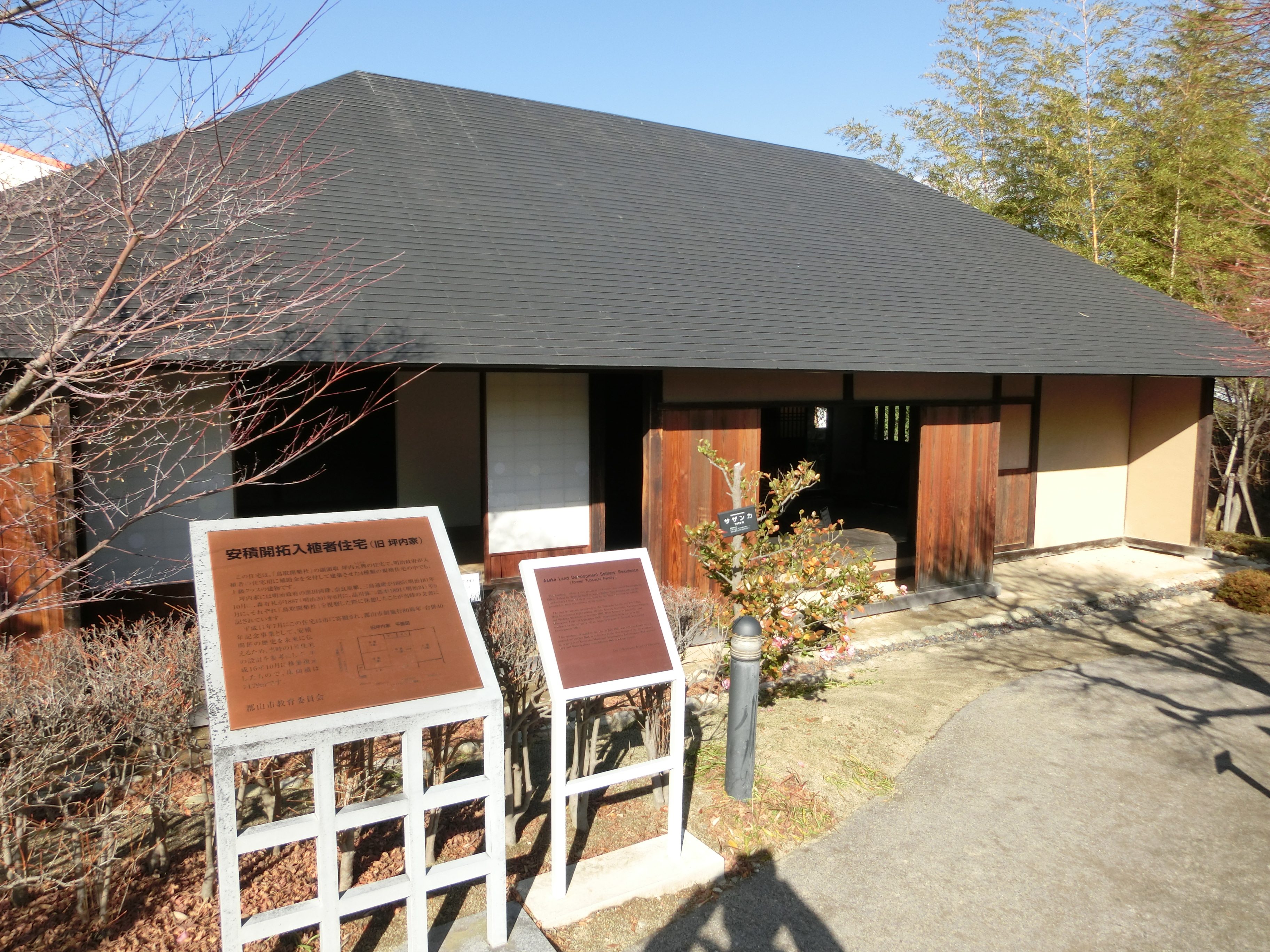
安積開拓入植者住宅-旧坪内家-

## 周辺
- 開成山公園 - 塔の下に開拓の功労者たちの像が配置された「開拓者の群像」などがある広大な公園
- 開成山大神宮 - 伊勢神宮の分霊が奉遷された『東北のお伊勢さま』
- せせらぎこみち - 様々な花木が植えられ、小川が流れる遊歩道、開成山大神宮付近
- 日本風俗美術館 - 古代から江戸時代末期までの衣装の歴史を等身大の着装人形で再現、郡山女子大学構内
- スーパー銭湯遊湯ランド - 郡山市桑野一丁目に存在する日帰り入浴施設
- こおりやま文学の森資料館 - 郡山市にゆかりのある久米正雄などの資料を展示
- 安積歴史博物館 - 国の重要文化財、旧福島県尋常中学校本館を利用した博物館

## 交通

### 鉄道
- JR東日本東北新幹線郡山駅西口から9番バス乗り場より柴宮団地経由免許センター行、または市役所経由静団地行→「開成館」下車
- JR東日本東北新幹線郡山駅西口から11番バス乗り場より麓山経由大槻行→「開成館」下車

### 乗用車
- 国道49号開成二丁目交差点から石畳の道に入って100mほど（入口手前に駐車場あり）